# Чхве Хи Ён
Чхве Хи Ён (кор. 최희용; род. 13 сентября 1965, Южная Корея) — южнокорейский боксёр-профессионал, выступающий в минимальной (Minimumweight) весовой категории. Является чемпионом мира по версии ВБА (WBA).